# Abū Muhammad al-Kikunī
Abū Muhammad Muhammad ibn ʿUthmān al-Madanī al-Kikunī  (arabisch أبو محمد محمد بن عثمان  المدني الككني, DMG Abū Muḥammad Muḥammad ibn ʿUṯmān al-Madanī al-Kikunī; geboren 1835; gestorben 1913 in Güneyköy, Yalova) war ein awarischer Scheich der Naqschbandīya in Dagestan, der einer der Urheber des Aufstandes von 1877 war. Ende des 19. Jahrhunderts wanderte er ins Osmanische Reich aus und gründete dort eine dagestanische Exilgemeinde. Unter der dagestanischstämmigen Bevölkerung der Türkei ist er als Kudiyab šeyx (awar. „oberster Scheich“) bekannt. Sein Mausoleum in dem Dorf Güneyköy in der Provinz Yalova zwischen Bursa und Istanbul ist für sie ein wichtiger Wallfahrtsort.

## Leben
Al-Kikunīs Heimatdorf Kikuni liegt im heutigen Rajon Gergebil der Republik Dagestan. Al-Kikunī studierte bei verschiedenen Gelehrten die religiösen Wissenschaften und wurde von ʿAbd ar-Rahmān ath-Thugūrī, einem Schüler von Dschamāl ad-Dīn al-Ghaziqumuqī, in die Tarīqa der Naqschbandīya-Chālidīya eingeführt. Von ihm erhielt er auch seine Idschāza. Er stieg zum Scheich der Bruderschaft auf und konnte zahlreiche Murīden um sich scharen. 1877 schloss sich al-Kikunī dem Aufstand gegen das Russische Kaiserreich an, danach verbarg er sich lange in den Bergen. Im September 1881 wurde er durch die russischen Behörden gefangen genommen und einen Monat später dauerhaft nach Irkutsk verbannt. Über seine Zeit in der sibirischen Verbannung werden in Naqschbandī-Kreisen zahlreiche Wunderberichte überliefert. So soll ihn dort mehrfach al-Chidr bei Spaziergängen begleitet haben. 1889 verhalfen ihm aber seine Murīden zur Flucht. Zusammen mit einigen Schülern setzte er ohne Genehmigung nach Istanbul über. Zunächst ließ er sich in dem Dorf Armutköy in der heutigen Provinz Bursa nieder. Hier wurden ihm drei Söhne geboren: al-Madanī, ʿAlī-ʿAskar und Muhammad.
Al-Kikunī war persönlich mit Sultan Abdülhamid II. bekannt. Nach der Naqschbandī-Tradition führte er Abdülhamid sogar in den Naqschbandīya-Orden ein. 1894 teilte ihm der Sultan ein Stück Land in der heutigen türkischen Provinz Yalova in fünf Kilometern Entfernung vom Marmarameer zu. Dort gründete al-Kikunī das Dorf Almalı, in dem er sich zusammen mit seinen Verwandten und Schülern und 15 Familien aus seinem Dorf niederließ. Einer seiner wichtigsten Schüler war sein Neffe Scharaf ad-Dīn ibn ʿAbd ar-Rahmān al-Kikunī, der seine Tochter Umm Kulthūm heiratete. Ihm erteilte al-Kukinī eine Idschāza, so dass er selbst bald als Scheich der Bruderschaft betrachtet wurde. Zusammen riefen die beiden Scheiche in Briefen die dagestanische Bevölkerung zur Auswanderung in das Osmanische Reich auf. Abū Muhammad al-Kikunī starb im Jahre 1332 der Hidschra (= 1913/14 n. Chr.). In vielen Texten wird sein Name mit dem Ehrentitel al-Hāddsch(i) versehen, doch liegen keine Informationen darüber vor, wann er den Haddsch vollzogen hat.
Al-Kikunī verfasste verschiedene Werke auf Arabisch und auf Awarisch zum schafiitischen Recht und zur Sufik, von denen er eines Aiyuhā l-walad („O Sohn“) nannte. Im Jahre 1905 erschien in Petrovsk ein Sammelband mit dem Titel Naǧm al-anām („Stern der Menschen“), der Verse von ihm in awarischer Sprache bzw. awarischer Übersetzung enthielt.

## Rolle innerhalb der Naqschbandīya-Tradition
Abū Muhammad al-Kikunīs Schüler und Nachfolger Scharaf ad-Dīn al-Kikunī (1875–1936) hatte zahlreiche Schüler, darunter auch ʿAbd Allāh ad-Daghistānī (1891–1973), der später nach Syrien auswanderte und dort die Ordenstradition an Muhammad Nāzim ʿĀdil al-Qibrisī weitervermittelte. Al-Qibrisī gründete später das weitverzweigte Netz von Naqschbandīya-Gruppen im östlichen Mittelmeerraum, in Westeuropa und in den USA. In der sogenannten „Golden Chain“, der Silsila von al-Qibrisī, steht Abū Muhammad al-Madanī al-Kikunī an 37. Stelle.

## Das Dorf Güneyköy und al-Kikunīs Mausoleum
Das von Abū Muhammad al-Kikunī gegründete Dorf Almalı erhielt später zu Ehren von Mehmed V. Reşad den Namen Reşadiye. 1921 wurde es im Zusammenhang mit dem Griechisch-Türkischen Krieg von griechischen Truppen besetzt und teilweise zerstört. Bei dieser Gelegenheit wurde auch die reiche Bibliothek der Kukinī-Scheiche zerstört. Einige Bücher wurden gerettet und nach Dagestan verbracht, so zum Beispiel eine Koranhandschrift aus dem 18. Jahrhundert, die sich heute in der Bibliothek des Naqschbandī-Scheich Muhādschir-Hāddschi Akajew in dem Dorf Durgeli befindet, das zum Rajon von Karabudachkent gehört. Reşadiye wurde in republikanischer Zeit in Güneyköy umbenannt. Heute leben dort 350 awarische, artschinische, andische und darginische Familien, die zu den Nachkommen der dagestanischen Einwanderer gehören.
Die Türbe von Abū Muhammad und Scharaf ad-Dīn al-Kikunī steht inmitten eines großen, baumüberwachsenen Friedhofs auf einem Hügel über dem Dorf. Der sechs Meter hohe Bau ist außen und innen mit Marmorplatten verkleidet. Im Inneren befinden sich auch die Gräber weiterer Familienangehöriger. Das Mausoleum, das 1923–1924 errichtet wurde und sein heutiges Aussehen bei einer Restaurierung in den 1960er Jahren erhielt, wird gerne von Frauen aufgesucht, die dort Heilung für Krankheiten oder Unfruchtbarkeit suchen. Größerer Andrang herrscht an Freitagen sowie am Fest des Fastenbrechens und Opferfest, wenn das Heiligtum nicht nur von den Bewohnern des Dorfes, sondern auch von dagestanischstämmigen Muslimen aus den Städten der Umgebung besucht wird. In ihren Kreisen ist es auch üblich, im Anschluss an den Haddsch eine Ziyāra nach Güney-Köy zu vollziehen.